# 7137 Ageo
7137 Ageo (1994 AQ1) là một tiểu hành tinh vành đai chính được phát hiện ngày 4 tháng 1 năm 1994 bởi S. Otomo ở Kiyosato.